# Rémécourt
Rémécourt [ʁemekuʁ] ist eine französische Gemeinde mit 75 Einwohnern (Stand 1. Januar 2022) im Département Oise in der Region Hauts-de-France. Die Gemeinde liegt im Arrondissement Clermont und ist Teil der Communauté de communes du Clermontois und des Kantons Clermont.

## Geographie
Rémécourt liegt rund zehn Kilometer nordöstlich von Clermont.

## Geschichte
Von 1827 bis 1835 war die Nachbargemeinde Lamécourt an Rémécourt angeschlossen.
| 1962 | 1968 | 1975 | 1982 | 1990 | 1999 | 2006 | 2012 |
| ---- | ---- | ---- | ---- | ---- | ---- | ---- | ---- |
| 41   | 45   | 49   | 53   | 48   | 78   | 87   | 95   |

## Verwaltung
Bürgermeister (Maire) ist seit 1965 René Antrope.

## Sehenswürdigkeiten
- Kirche Saint-Pierre aus dem 19. Jahrhundert[1]
- Grenzstein der Picardie an der Straße nach Noroy
- Calvaire